# Сельское поселение Заплавное
Сельское поселение Заплавное — муниципальное образование в Борском районе Самарской области. До 2000-х годов носило название Заплавинский сельсовет.
Административный центр — село Заплавное.

## Административное устройство
В состав сельского поселения Заплавное входят:
- село Заплавное,
- село Алексеевка,
- село Баженовка,
- село Мойка,
- посёлок имени Клары Цеткин.